# Comuna Somîn, Turiisk
Somîn (în ucraineană Сомин) este o comună în raionul Turiisk, regiunea Volînia, Ucraina, formată din satele Somîn (reședința) și Vidutî.

## Demografie
Componența lingvistică a satului Somîn
     Ucraineană (99,22%)
     Alte limbi (0,78%)
Conform recensământului din 2001, majoritatea populației satului Somîn era vorbitoare de ucraineană (99,22%), existând în minoritate și vorbitori de alte limbi.